# Roland Bugatti
Pour les articles homonymes, voir Bugatti (homonymie).
Roland Bugatti (28 août 1922 - 29 mars 1977) est un industriel automobile franco-italien, héritier en 1947 de la marque automobile Bugatti fondée par son père Ettore Bugatti en 1909 et poursuivie par son frère Jean Bugatti entre 1936 et 1939.

## Biographie
Roland naît à Dorlisheim (usine Bugatti de Molsheim). Plus jeune des quatre enfants d'Ettore Bugatti et de sa première épouse Barbara, second des 3 fils d'Ettore Bugatti et frère cadet de Jean Bugatti.

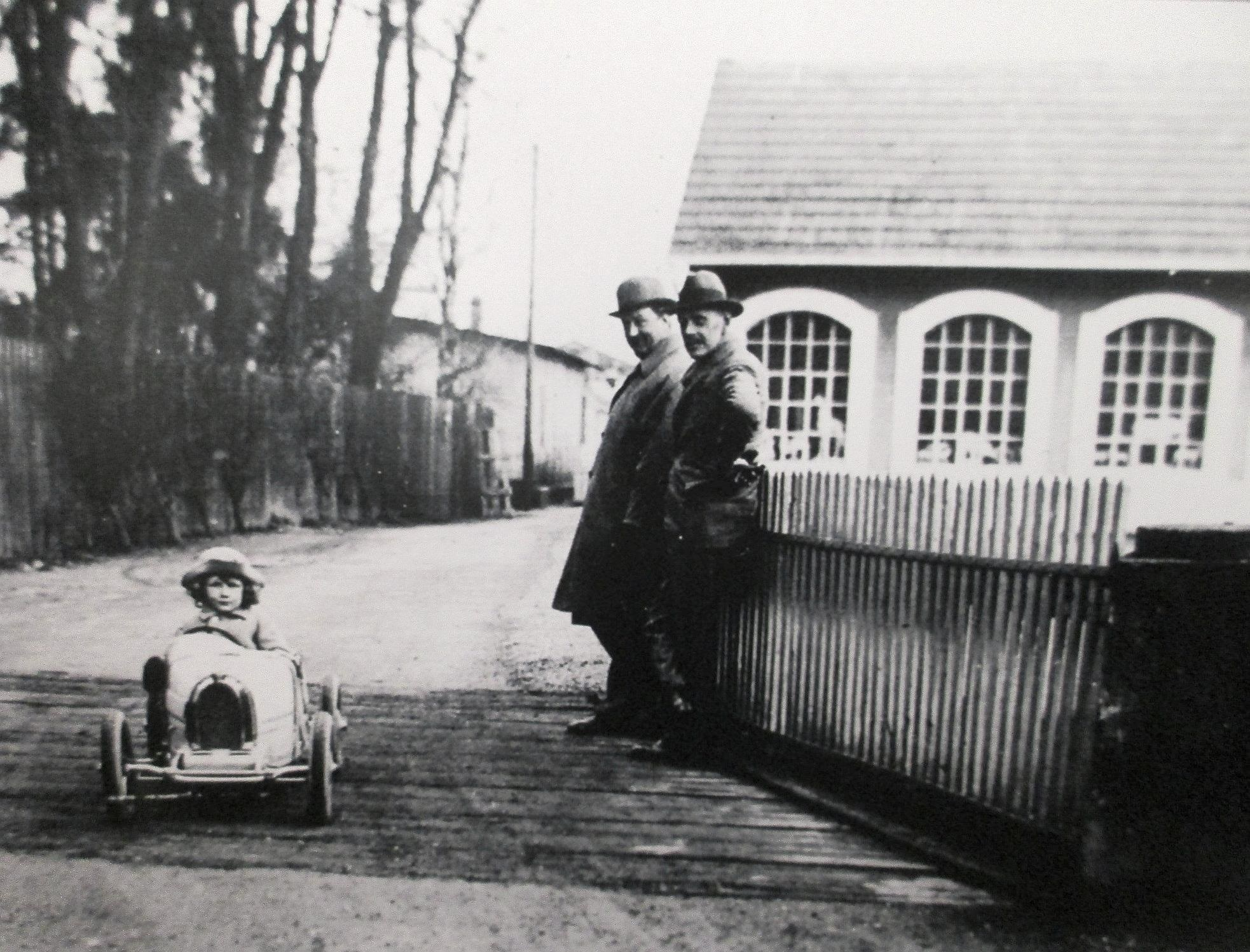
Roland Bugatti, enfant, et son père, Ettore Bugatti, dans la cour de l'Usine Bugatti de Molsheim
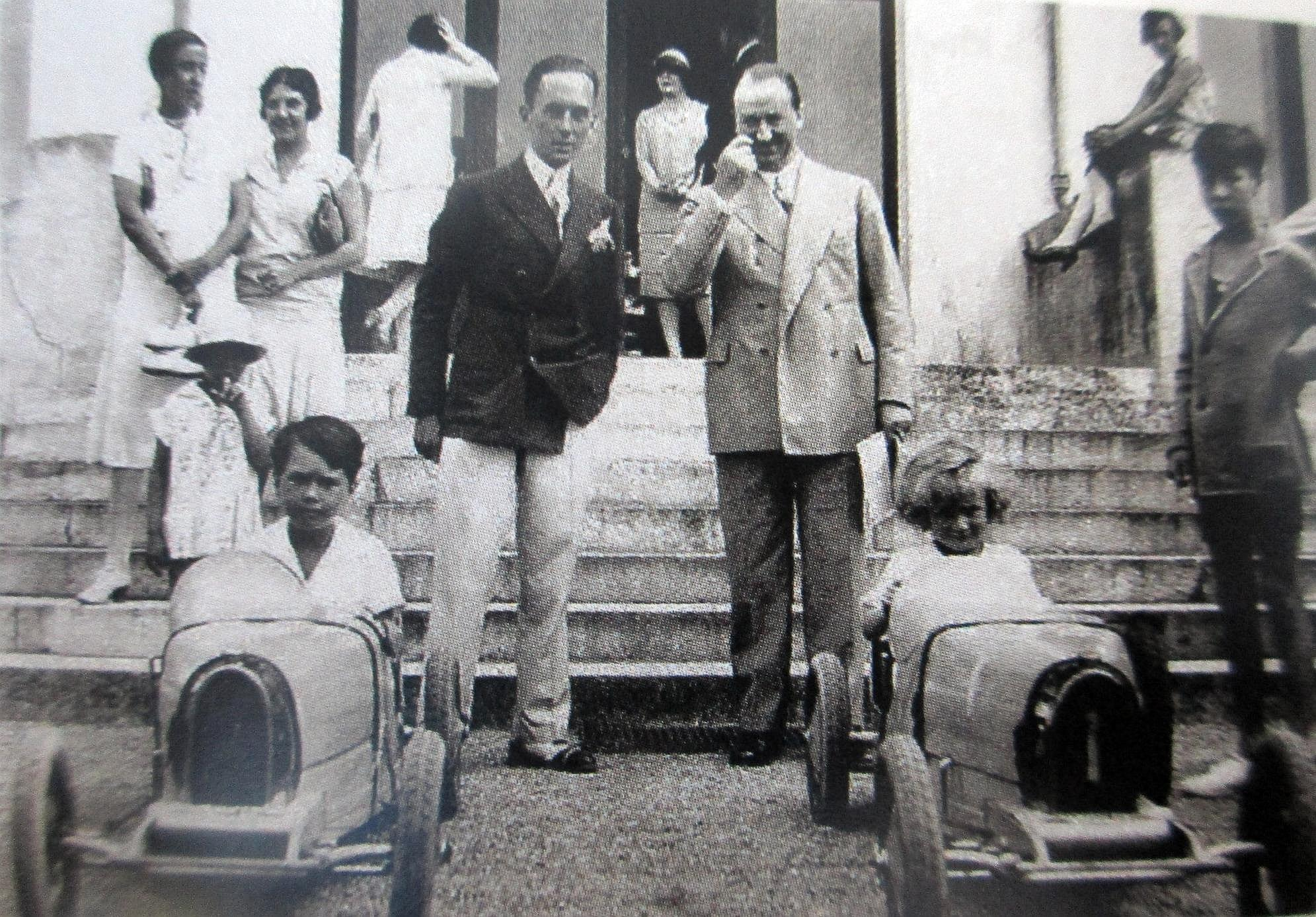
Deux Bugatti Type 52, avec Ettore Bugatti, Roland et Jean Bugatti
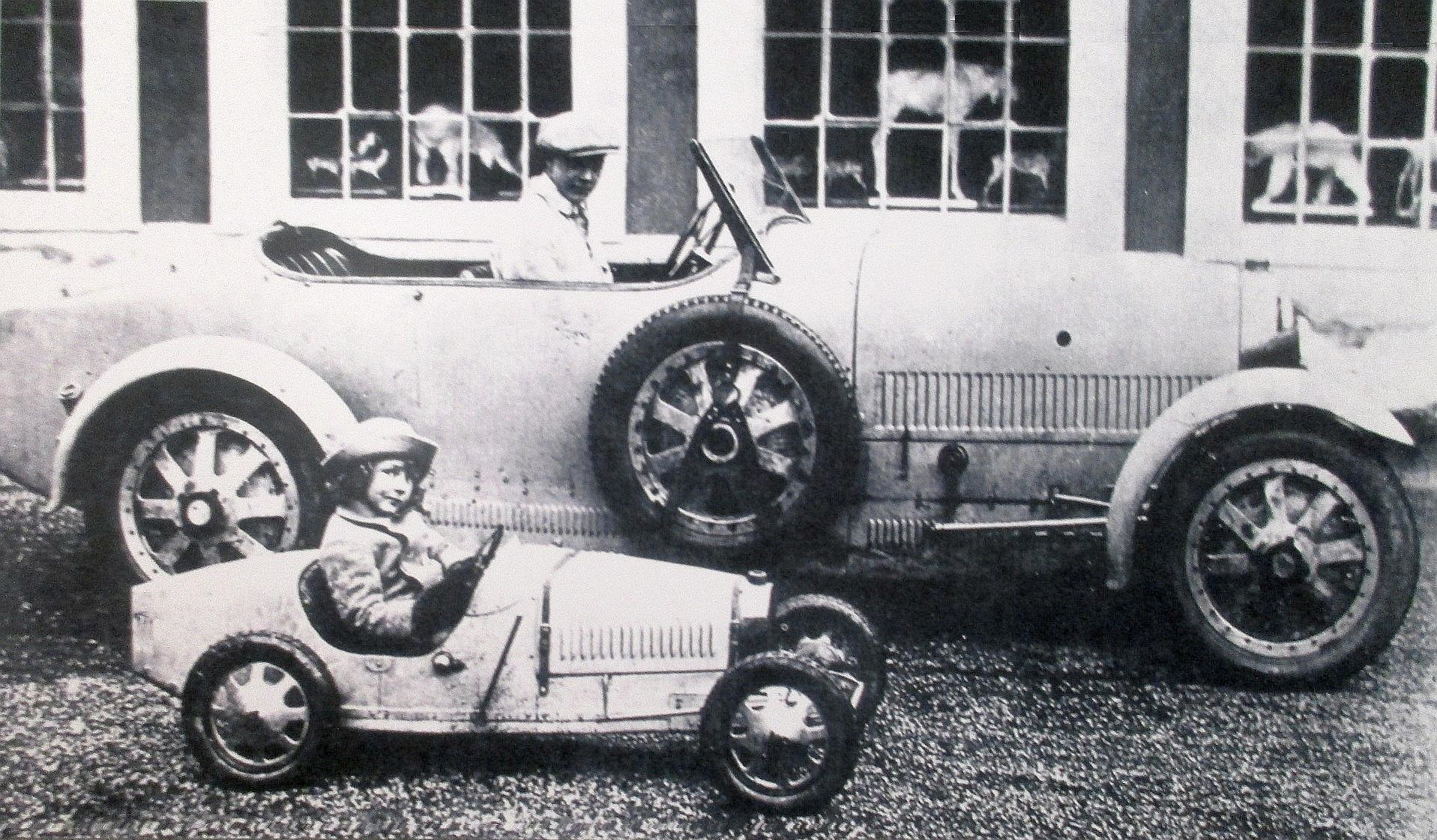
Roland et Jean et leurs Bugatti Type 52 et Bugatti Type 43, devant l'atelier d'artiste de Rembrandt Bugatti à l'usine Bugatti de Molsheim
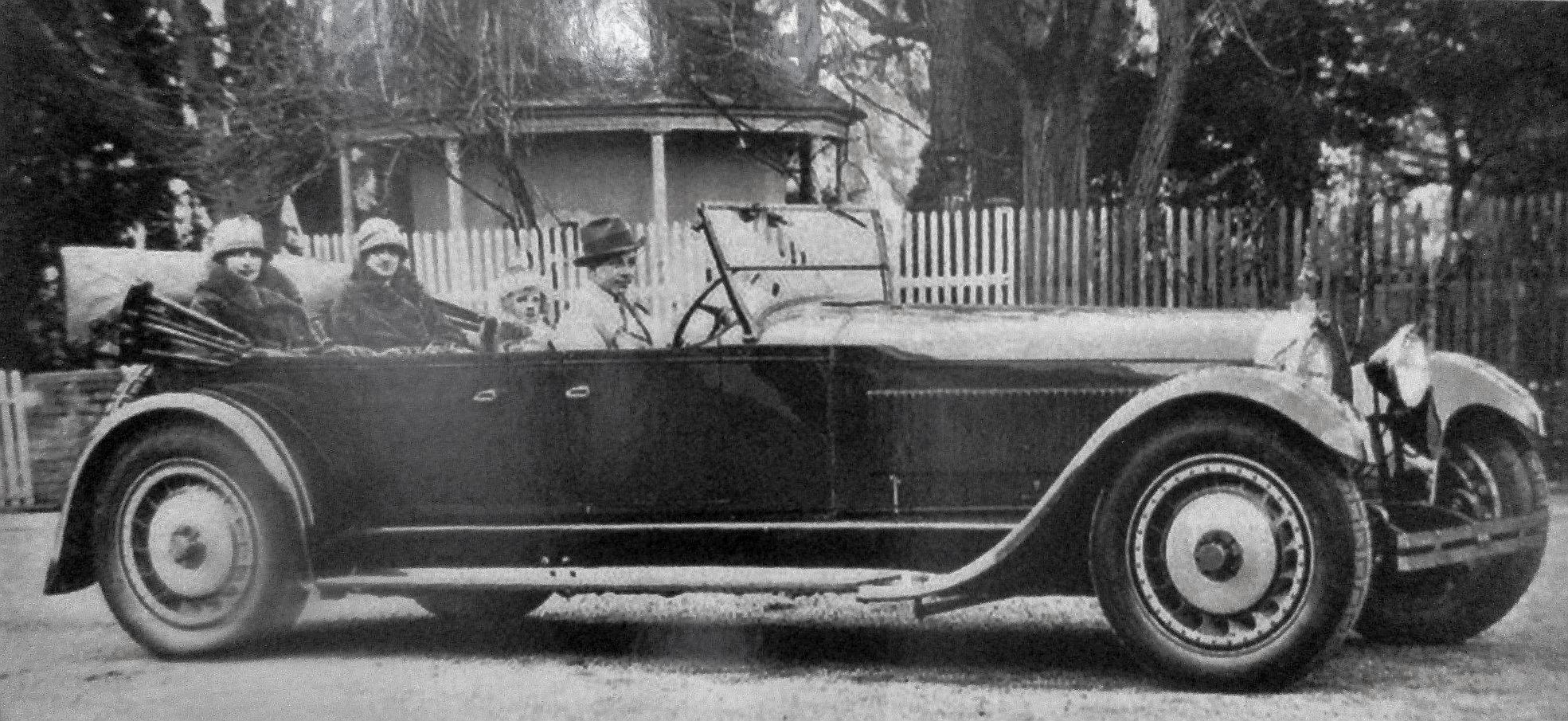
Avec son frère, Jean, et ses sœurs, L'Ebe et Lidia, dans la première Bugatti Royale Type 41 Torpédo de 1926

Après la disparition accidentelle et prématurée de son frère, Jean Bugatti, en 1939, il hérite à l'âge de 17 ans de l'entreprise Bugatti. Son père, qui s'était totalement retiré en 1936, revient à Molsheim pour le former. À la disparition de celui-ci en 1947, Roland Bugatti (âgé de 25 ans) et Pierre Marco (ancien pilote et fidèle collaborateur, promu directeur général de Bugatti) tentent de poursuivre l'aventure Bugatti sans succès.  
Ils tentent sans succès de produire les Bugatti Type 101 et Bugatti Type 102, entre 1951 et 1956, sur la base de la Bugatti Type 57 (ultime victorieuse des 24 Heures du Mans 1939 avec les pilotes Pierre Veyron et Jean-Pierre Wimille et avec laquelle Jean est disparu accidentellement en 1939). Six modèles seulement sur huit fabriqués sont vendus à cause de la grande misère économique d'après-guerre. 
En 1956, une dernière tentative de come-back en Grand Prix automobile Formule 1 échoue avec la Bugatti Type 251 pilotée par Maurice Trintignant dans l'ultime course Bugatti au Grand Prix automobile de Reims. Les Bugatti Type 252  et Bugatti type 253 suivantes resteront au stade de prototype. 

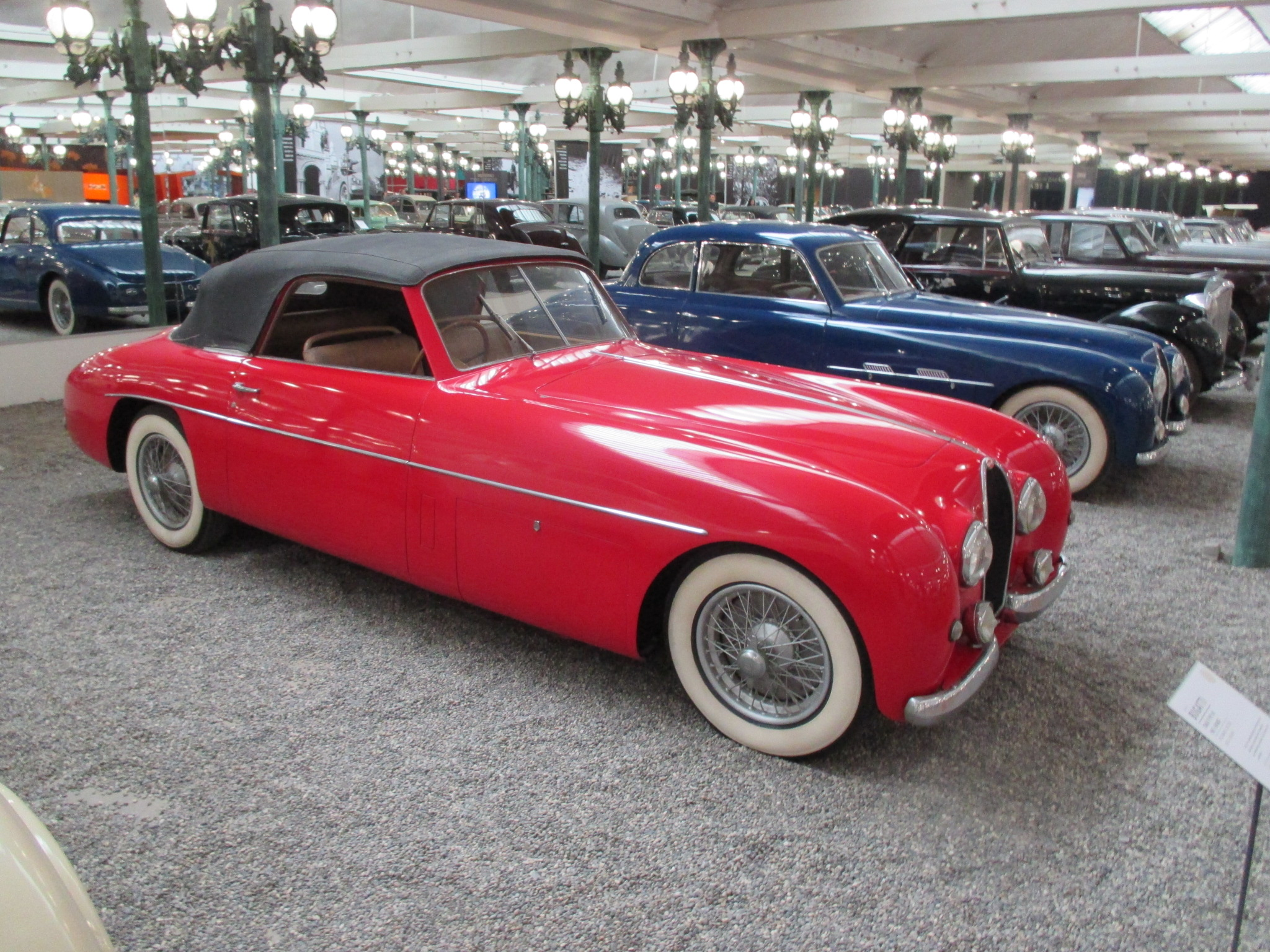
Deux Bugatti Type 101 Coach et Cabriolet de 1951 (8 exemplaires) (Collection Schlumpf de la Cité de l'automobile de Mulhouse)
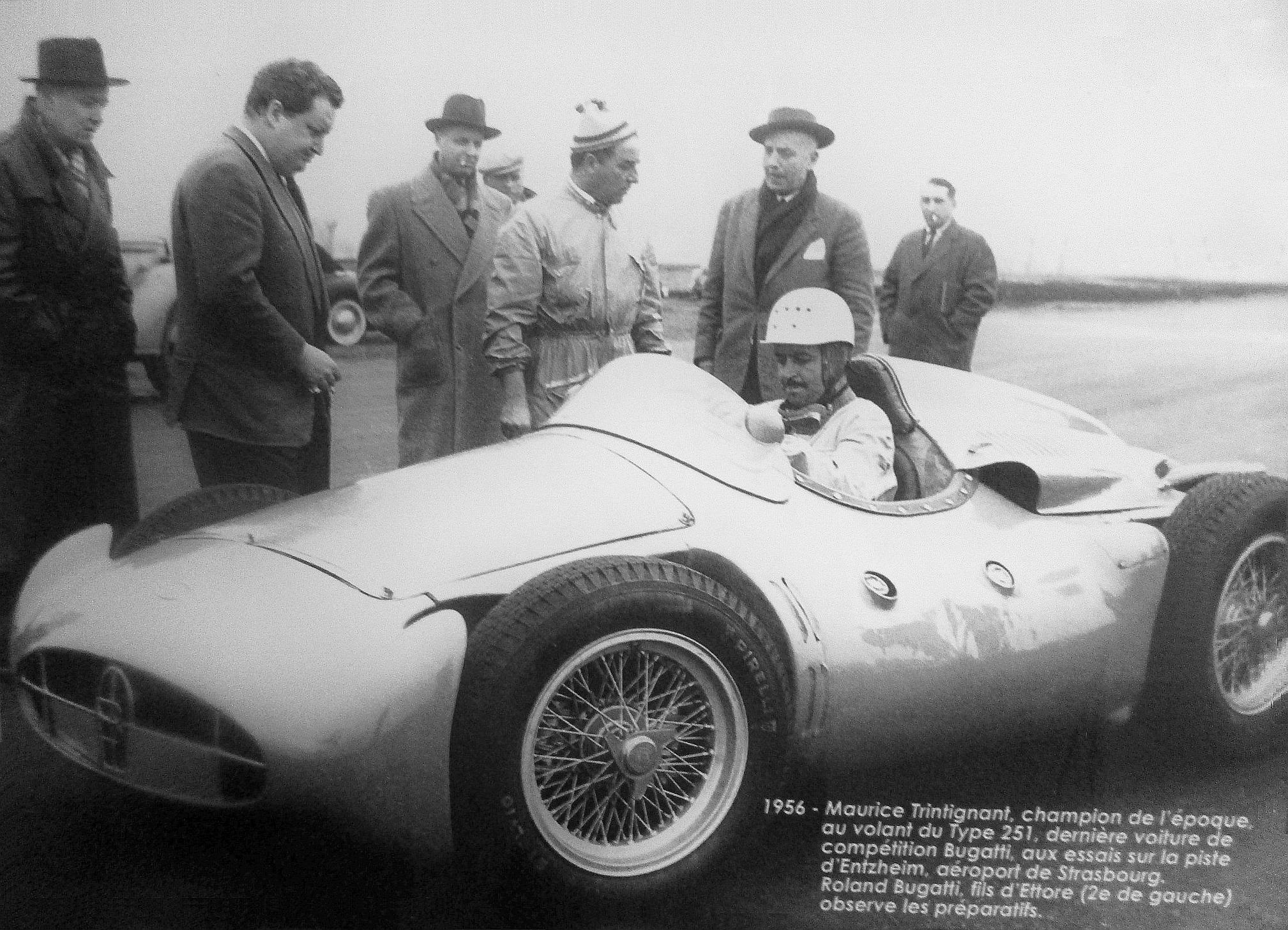
Rolland Bugatti avec la Bugatti Type 251 pilotée par Maurice Trintignant en 1956, sur les pistes d'essai de l'aéroport de Strasbourg-Entzheim
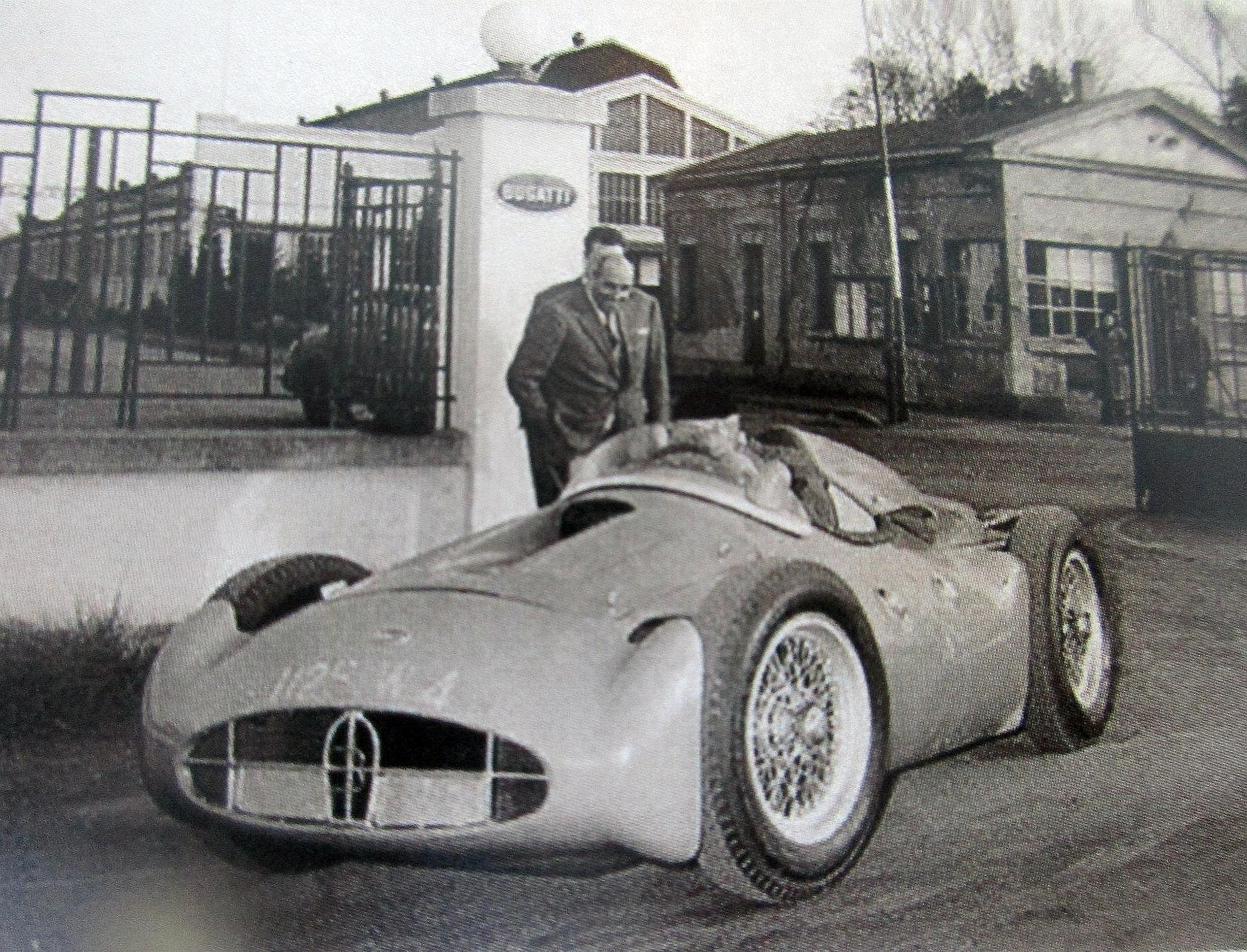
Bugatti Type 251 devant l'usine Bugatti de Molsheim
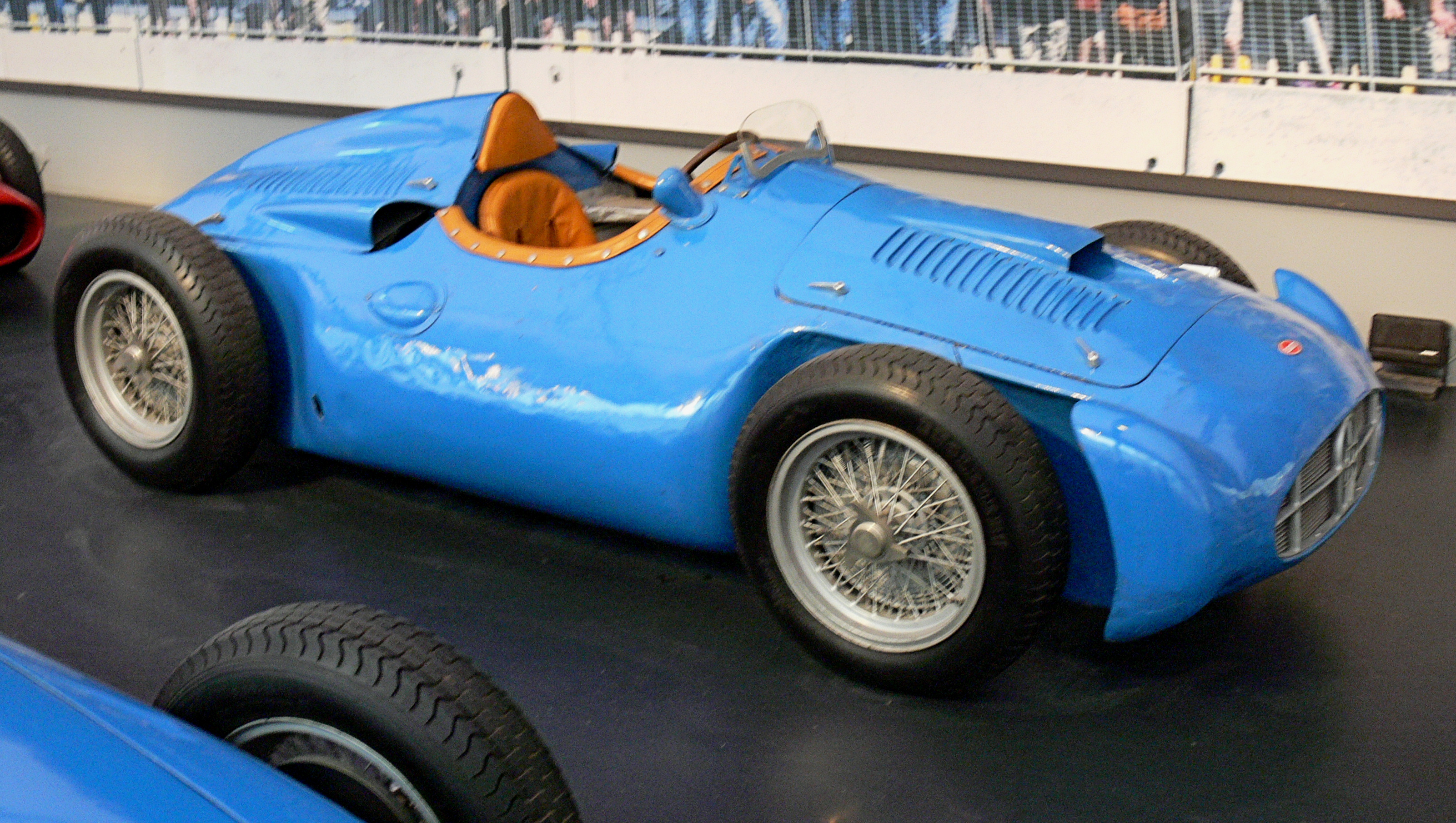
Bugatti Type 251 de 1956 (3 exemplaires) (Collection Schlumpf de la Cité de l'automobile de Mulhouse)
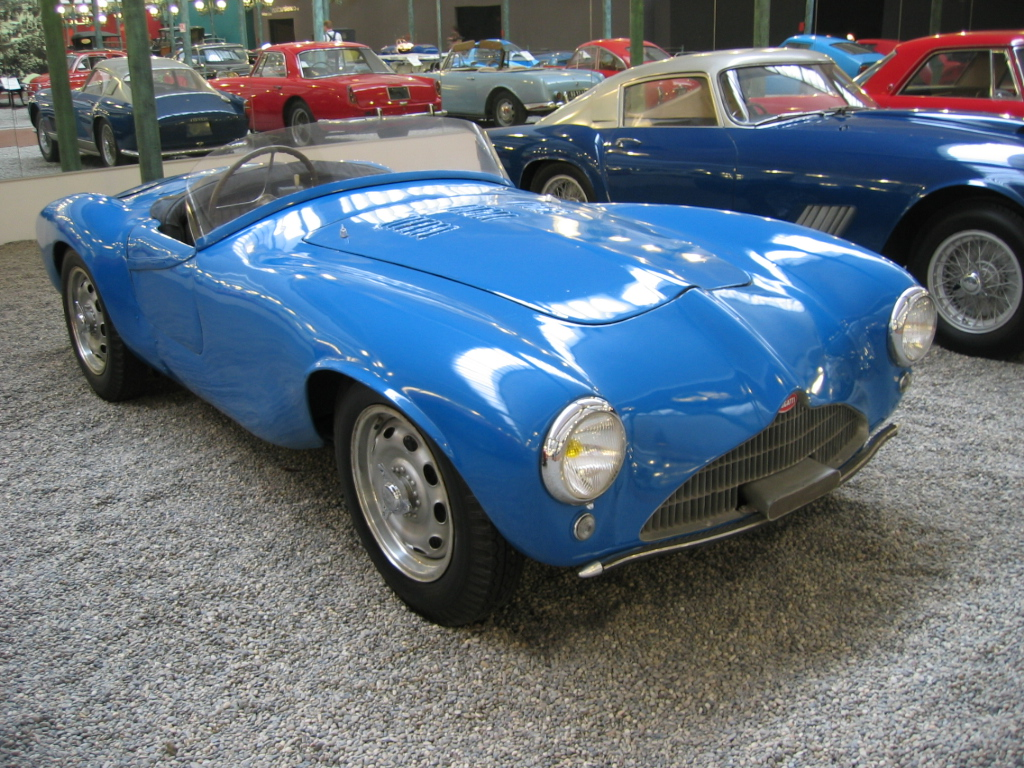
Bugatti Type 252 de 1956 (1 prototype) (Collection Schlumpf de la Cité de l'automobile de Mulhouse)

En 1963, les fortes dettes accumulées de la marque Bugatti obligent Roland à vendre la marque à la filiale française de Hispano-Suiza (Société française Hispano Suiza, S.A) qui réoriente la production industrielle vers le secteur aéronautique et spatial tout en assurant une activité de maintenance des anciennes Bugatti pour les clients de la marque. Les frères Schlumpf, richissimes industriels alsaciens de Mulhouse, passionnés d'automobiles de collection et de Bugatti en particulier, rachètent tout ce qui concerne Bugatti : prototypes, moteurs, pièces, documents, ainsi que contrat de droit de révision, de réparation et d'entretien pour leur projet de musée automobile. Cent vingt-trois Bugatti de la Collection Schlumpf sont depuis exposées à la Cité de l'automobile de Mulhouse.
Roland Bugatti disparaît à Aix-en-Provence, le 29 mars 1977, à l'âge de 55 ans et repose dans le caveau familial Bugatti de Dorlisheim.